# Рабек, Кнуд Люне
Кнуд Люне Рабек (Рахбек) (дат. Knud Lyne Rahbek; 18 декабря  1760, Копенгаген — 22 апреля 1830, Копенгаген) — датский литературовед, критик, прозаик, поэт и редактор. Профессор эстетики и датской литературы в копенгагенском университете, ректор (1826—1827). Член Королевского театрального совета.

## Биография
Родился в семье таможенного инспектора. В молодости выступал, как актёр в Королевском датском театре, но из-за своей внешности отбор не прошёл. Занялся литературной деятельностью. 
В 1782 году отправился в Германию, жил в Париже. По возвращении в Копенгаген в 1785 году вместе с Прамом основал журнал «Minerva», оказавший большое влияние на датскую литературу, в 1791 году стал издавать «Den danske Tilskuer», где в шутливой форме трактовалось о политике, литературе и вопросах дня. 
В 1790 году стал профессором эстетики в университете Копенгагена. В 1799 году ушёл из университета и стал учителем истории в частном институте. В 1805 году возглавил начальную школу театрального училища, в 1809 году стал членом театрального управления. В 1816 году он возобновил свою профессуру по эстетике в университете.
В 1798 году женился на Карен Маргрет Хегер, хозяйке литературного салона и деятеле искусств. Салон в их доме Баккехусет стал культурным центром и местом встреч писателей Золотого века Дании и считался салоном для среднего класса, в отличие от более аристократичных салонов Фридерики Брун и Шарлотты Шиммельманн. Среди гостей салона были Ханс Кристиан Андерсен, Петер Олуф Брэндштед, Поуль Мартин Мёллер, Николай Фредерик Северин Грундтвиг, Бернхард Северин Ингеманн, Йохан Людвиг Хейберг, Адам Готлоб Эленшлегер, Иенс Баггесен и Софи Эрстед. Камма Рахбек поддерживала дружбу с писателями романтизма, а её муж — с моралистами. Дом Баккехусет, который был салоном Рабеков, теперь стал музеем.

## Творчество
Дебютировал, как драматург, написав серию относительно успешных пьес, в первую очередь, пользовавшуюся успехом пьесу «Den unge Darcy» (1780).
Особенно известен своими задушевными застольными песнями. Получил особенную известность изданным им (совместно с Нирупом и В. Г. Абрагамсоном собранием старинных народных датских песен «Udwaigte danske Viser fra Middelalderen» (5 т., Коп., 1812—1814).

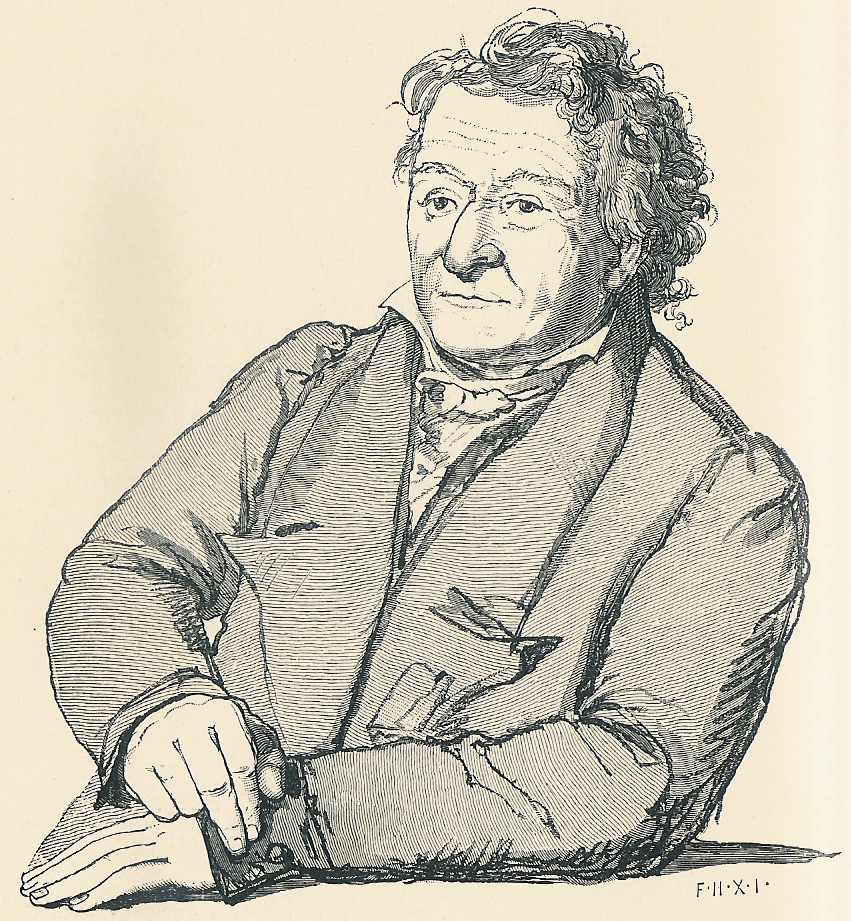
Кнуд Люне Рабек на рисунке Ю. Даля

Большим успехом пользовались его сентиментальные рассказы: «Samlede Fortällinger» (1804—1814) и «Nordiske Fortällinger» (1819—1821).
Рабек был одним из самых выдающихся литературных критиков Дании, пишущих по вопросам культуры.
В течение целого поколения К. Рабек играл в датской литературе роль ведущего критика, но в последние годы своей литературной деятельности не устоял на уровне новых течений.
Вместе с библиотекарем и учёным Расмусом Нирупом основал датское издание по исследованию истории литературы. В 1800—1828 годах издал в 5 томах обзор датской поэзии («Bidrag til en oversigt over den danske Digtekonst»).
Оставил автобиографию: «Erindringer af mit Liv» (1824—1829).

## Избранные произведения
- Samled Digte (1794–1802)
- Samled Fortällinger (1804–1814)
- Om Skuespillerkunsten (1809)
- Samled Skuespil (1809–1814)
- Nordisk Fortällinger (1819–1821)
- Erindringer af mit Liv (1824–1829)